# Hệ thống thang cuốn tự động Trung Hoàn – Bán Sơn
Hệ thống thang cuốn và đường đi bộ Trung Hoàn – Bán Sơn (tiếng Anh: Central–Mid-Levels escalator and walkway system) ở Hồng Kông là hệ thống thang cuốn có mái che ngoài trời dài nhất thế giới. Hệ thống này dài hơn 800 mét (2.600 ft) và với chiều cao thẳng đứng là hơn 135 mét (443 ft). Công trình được hoàn thành vào năm 1993 nhằm giúp cho việc đi lại giữa các khu Trung Hoàn (Central) và Bán Sơn Khu (Mid-Levels) trên đảo Hồng Kông được thuận tiện.
Phần trên cùng của hệ thống thang cuốn giữa đường Robinson và đường Conduit đã được thay thế, và đi vào hoạt động vào ngày 11 tháng 7 năm 2018. Đầu năm 2019, ba thang cuốn được tân trang lại giữa đường Mosque và đường Robinson đã đi vào hoạt động. Vào tháng 6 năm 2019, hai thang cuốn thay thế giữa đường Caine và Elgin được mở cửa cho công chúng. Phần thang cuốn giữa đường Gage và Wellington hiện đang được tân trang.
Ngoài việc phục vụ như một phương tiện vận chuyển, hệ thống này còn là một điểm thu hút khách du lịch và được bao quanh bởi các nhà hàng, quán bar và cửa hàng.

## Miêu tả

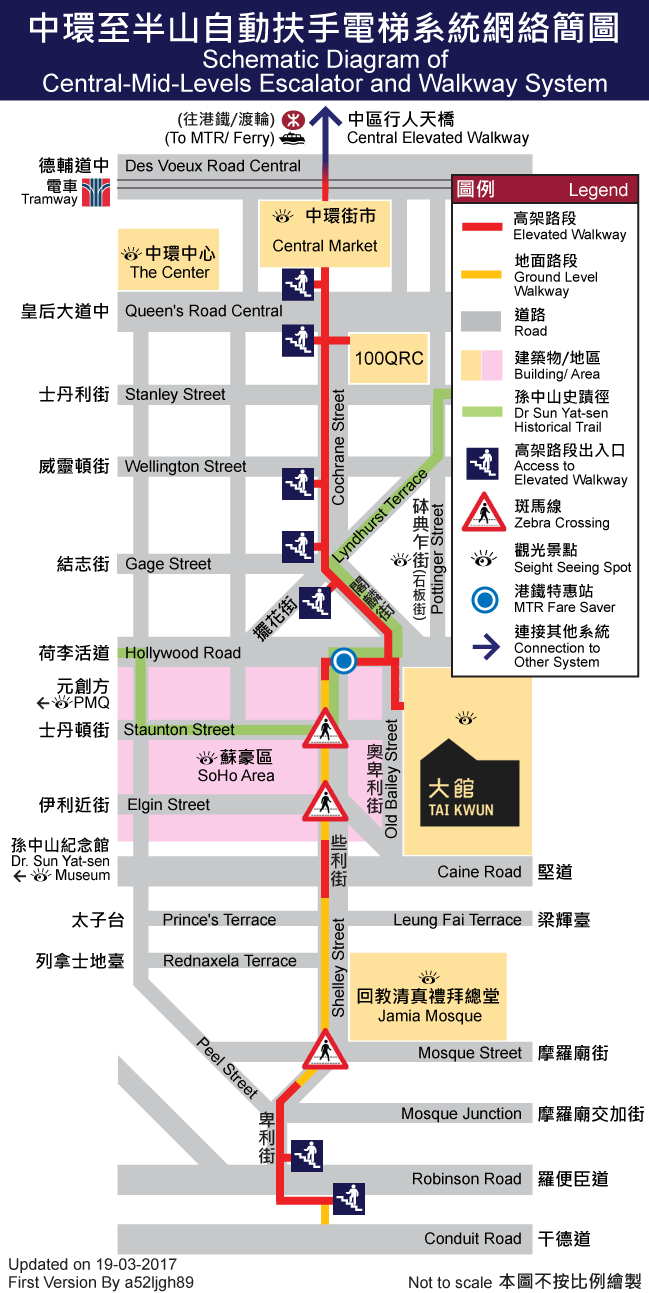
Sơ đồ hệ thống

## Giao lộ

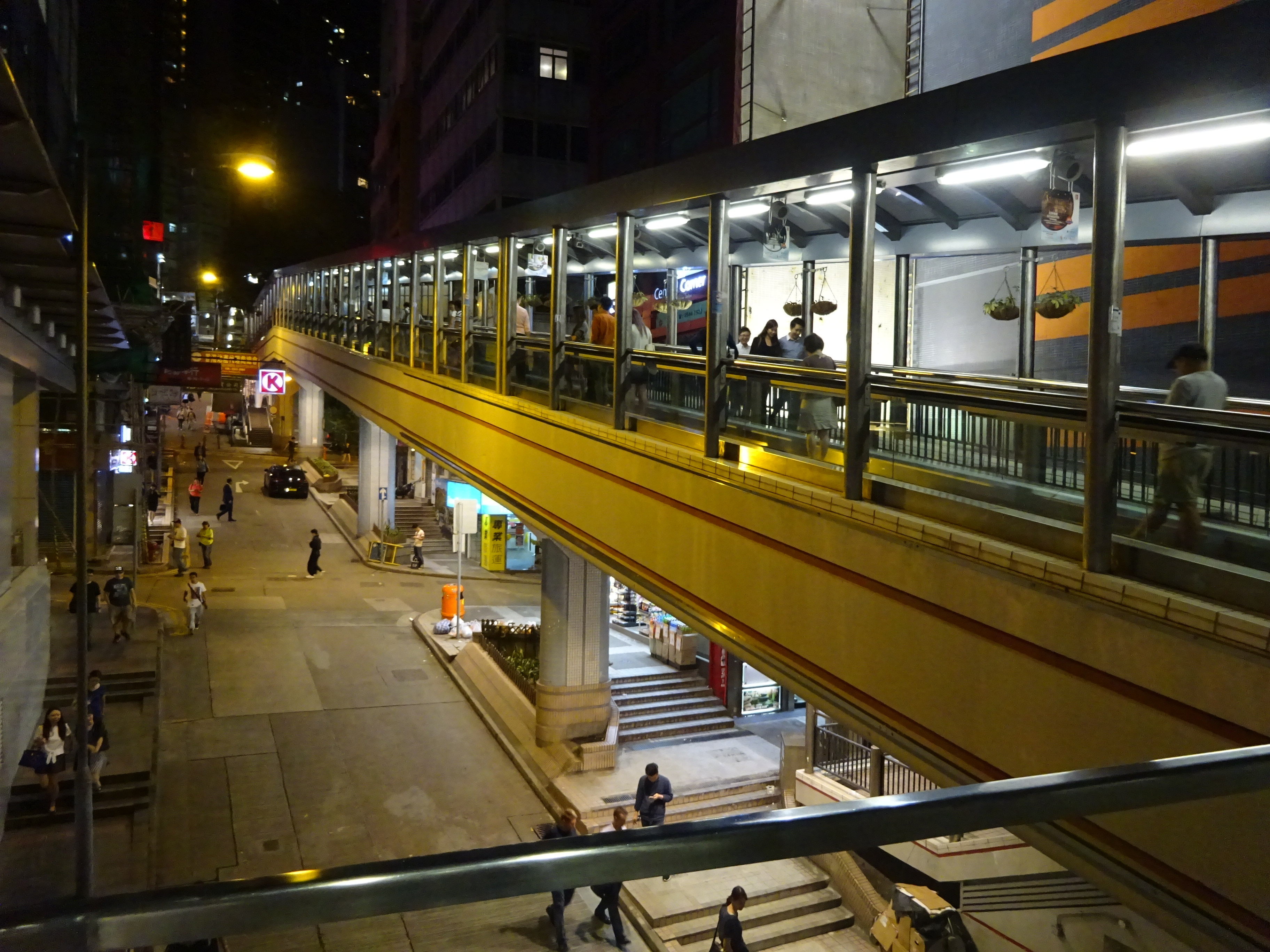
Ngã ba đường phố Burrane và đường Stanley vào ban đêm

## Bộ sưu tập ảnh

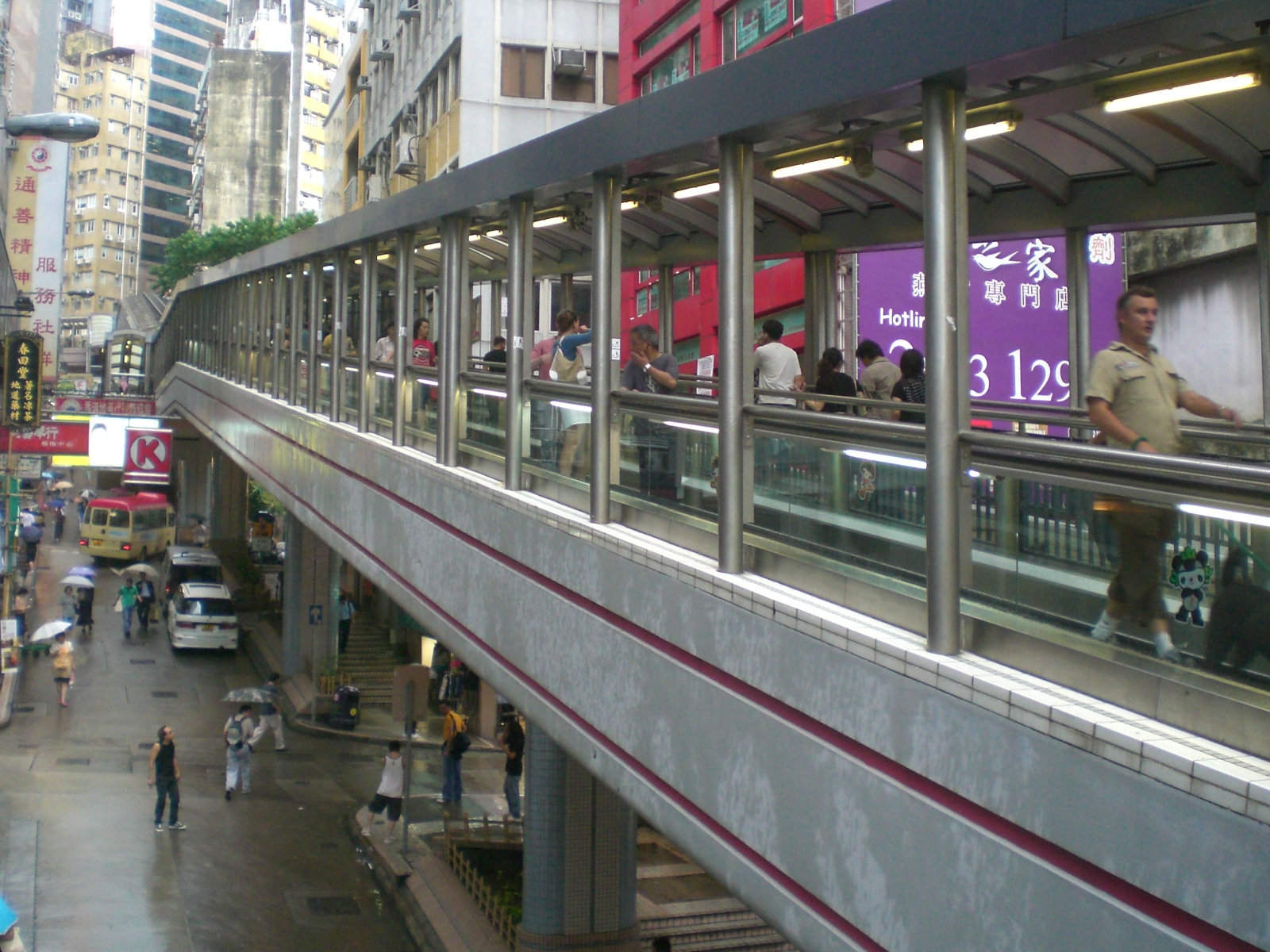
Hệ thống thang cuốn nhìn từ đường Queen.
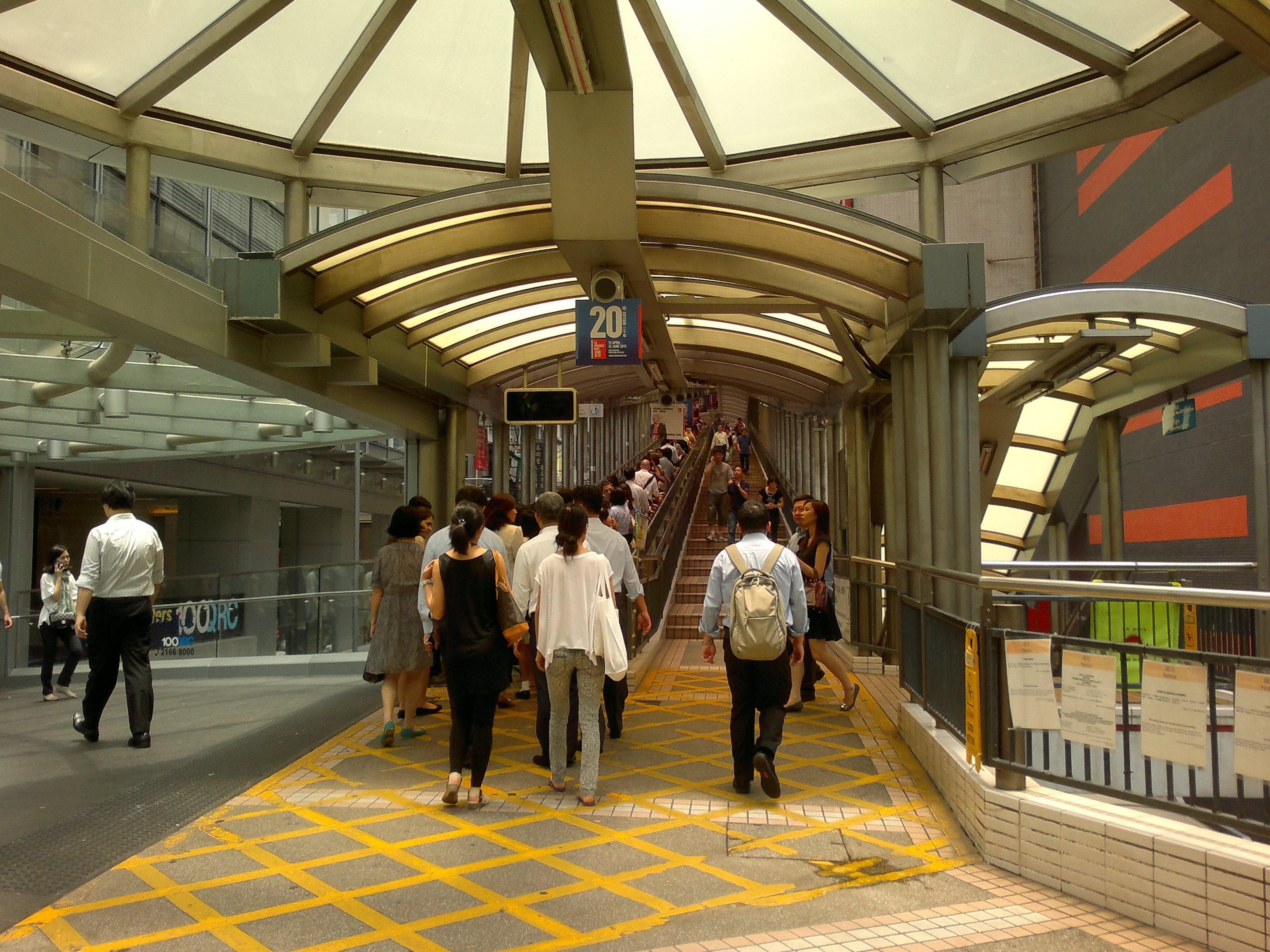
Một lối vào của hệ thống, liền kề tòa nhà 100QRC. Lối vào này nằm trên một cây cầu nối với Cầu đi bộ trên cao Trung khu.
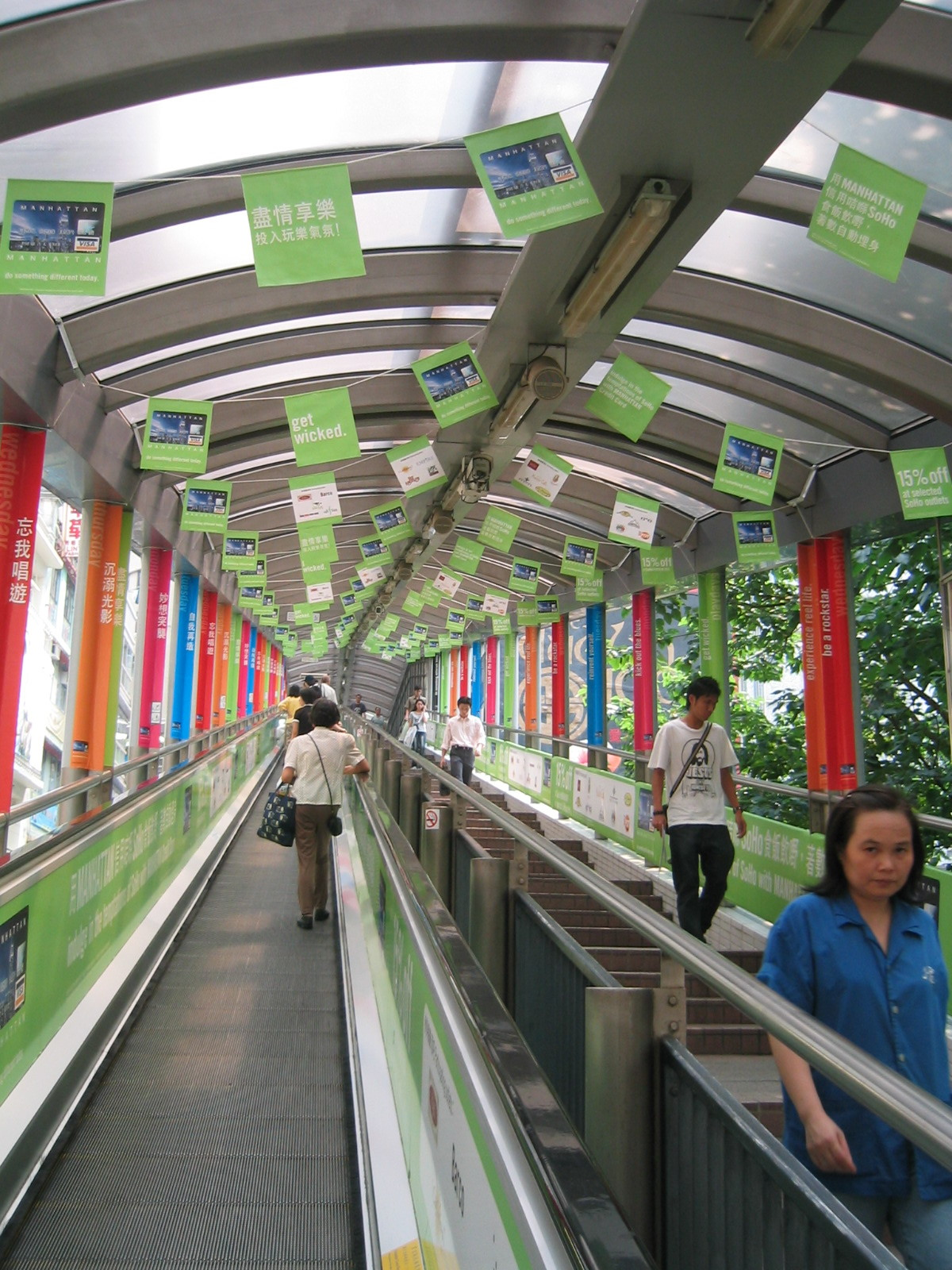
Bên trong hệ thống thang cuốn. Trong ảnh là một phần của đường đi bộ di động.
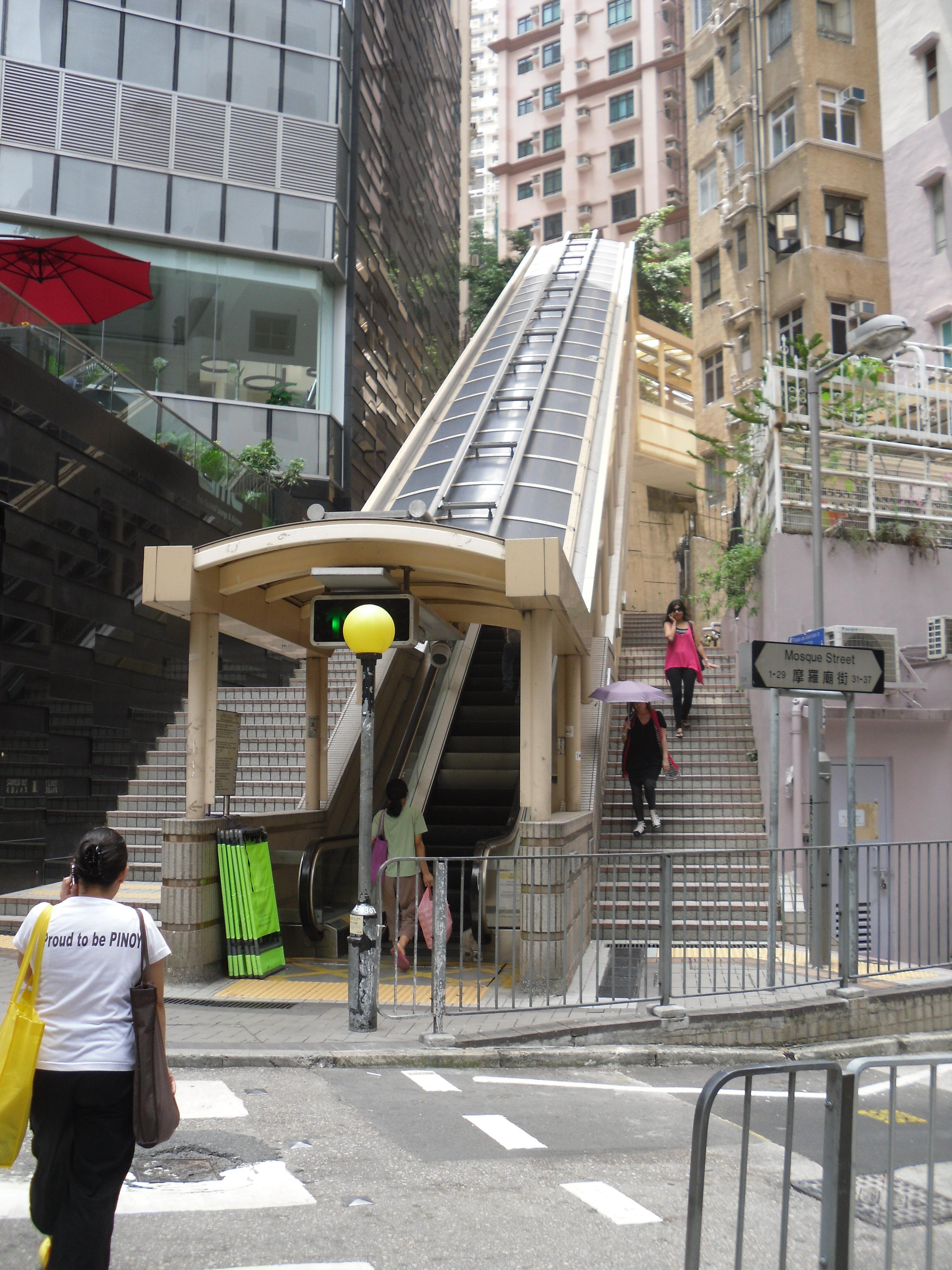
Lối vào ở đường Mosque
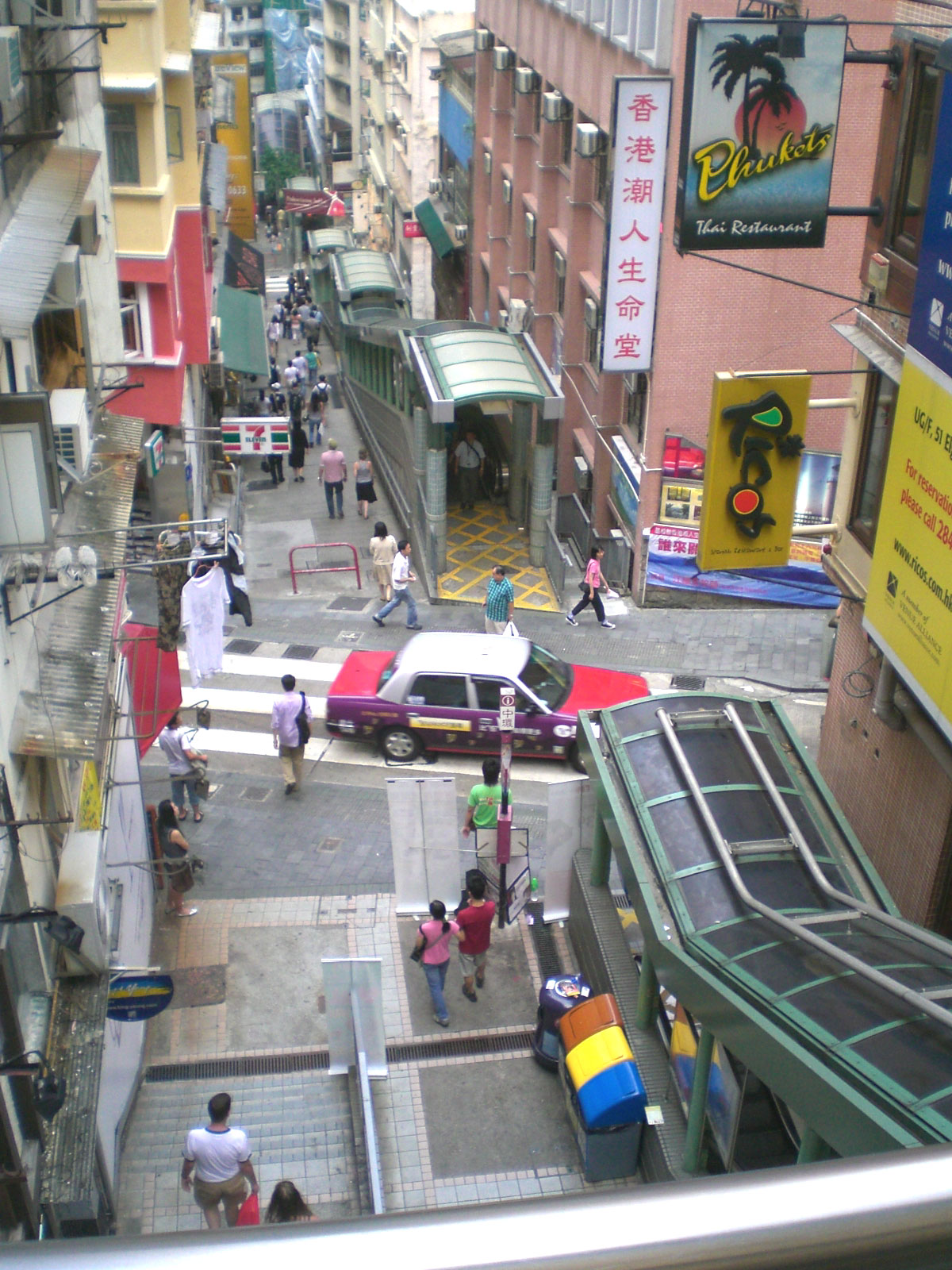
Hệ thống nhìn từ trên cao ở đường Shelley, tại giao lộ với đường Elgin

## Lịch sử

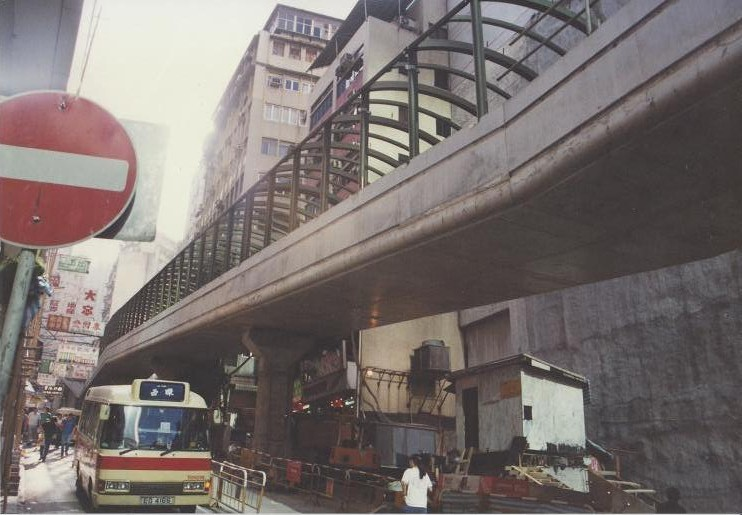
Thang cuốn Trung Hoàn – Bán Sơn đang được xây dựng vào đầu những năm 1990